# Claudio Azzali (1937)
Claudio Azzali (Parma, 8 dicembre 1937) è un ex calciatore e allenatore di calcio italiano, di ruolo difensore o centrocampista.
Era noto anche come Azzali II per distinguerlo dal fratello, Carlo Azzali, di un anno più vecchio e che ha giocato in Serie B con il Parma per diventare, a sua volta, allenatore.

## Caratteristiche tecniche
Giocava come ala, interno di centrocampo o libero.

## Carriera
Cresciuto nella squadra della sua città, Parma, dove esordì in giovane età, nel 1956 con Vycpalek allenatore, in Serie B, venne successivamente acquistato, nel 1957 dal Palermo, società presso la quale rimase, in Serie B, sino al 1959, stagione in cui ritrova come allenatore il suo mentore Vycpalek.
Dopo 76 partite e 12 reti complessive fra i cadetti, Azzali venne acquistato, nel 1959, dalla Fiorentina con cui esordì in Serie A il 20 dicembre dello stesso anno. Giocò tra i viola, allenati da Luis Carniglia, assieme a Cervato, Sarti, Chiappella, Hamrin, Lojacono e Segato e per lui la stagione si concretizzò con 9 presenze e 3 reti con le quali concorse al secondo posto che i toscani conquistarono per la quarta volta consecutiva dopo lo scudetto del 1956.
Passò poi in prestito alla SPAL assieme a Carpanesi come conguaglio per la comproprietà di Micheli. A Ferrara, pur non partendo titolare, conquistò a novembre il posto in prima squadra, giocando in tandem con il centravanti Taccola con cui stabilirà una certa intesa calcistica e con il quale si ritroverà successivamente. Il suggello di questa intesa si materializzerà il giorno del suo ventitreesimo compleanno, l'8 dicembre 1960, quando a Ferrara arrivò la Fiorentina di Nándor Hidegkuti e i due ex viola, Taccola e Azzali, segnarono i goal della vittoria spallina. Tra i biancoazzurri militò solo per quella stagione, in quanto Paolo Mazza, non ritenendolo idoneo per una riconferma, lo rimandò a Firenze nel mese di giugno. Con i gigliati vinse una Coppa dell'Amicizia italo-francese, giocò poi la Coppa delle Alpi vinta dalle squadre italiane contro quelle svizzere, e iniziò la stagione successiva disputando 3 gare in campionato, venendo ceduto nel mese di novembre al Venezia. Restò fra i neroverdi sino al 1963 facendo coppia, nella seconda stagione, con l'altro ex spallino Mencacci.
Dopo 33 gare in Serie A con i lagunari, tornò poi in Serie B al neopromosso Prato ritrovando Taccola che anche in virtù del suo apporto vinse la classifica dei marcatori. Retrocesso di nuovo il Prato, Azzali giunse al Livorno e con i labronici restò sino al 1971 giocando, prima da interno e da mediano e infine da libero, 179 partite in Serie B. Successivamente intraprese la carriera da allenatore in Serie C e Serie D.
Ha complessivamente totalizzato, con le maglie di Fiorentina, SPAL e Venezia, 61 presenze e 10 reti in Serie A.